# جبل صغرو
جبل صغرو (بالأمازيغية : أدرار ن صغرو ⴰⴷⵔⴰⵔ ⵏ ⵙⴰⵖⵔⵓ) هو جبل بالمغرب (بعلو 2.592 متر) الواقع في جنوب شرق البلاد بإقليم تنغير.
جبل صغرو هو في أقصى شرقي سسلسلة للأطلس الصغير، يقع على بعد حوالي 100 كم من الأطلس الكبير. المنطقة هي موطن لمناظر طبيعية جميلة حيث تكسو جبل صغرو بالكامل أشجار اللوز والحبوب وأشجار النخيل والصخور في كل مكان. وقد بنى السكان المحليين واحة خضراء تمتد لعدة كيلومترات عديدة.
لجبل صغرو مناخ صحراوي. درجات الحرارة مختلطة جدا حيث في المتوسط 6-9 درجة مئوية في الشتاء و27 إلى 30 درجة مئوية في الصيف مع درجات الحرارة القصوى قد تصل إلى 50 درجة مئوية.
ومن المعروف أن صغرو هي عاصمة لقبيلة أمازيغية من آيت عطّا، وهي واحدة من القبائل المشاركة في مقاومة الغزو الفرنسي للمغرب.